# Robert Spencer (scrittore)
Robert Spencer (27 febbraio 1962) è uno scrittore e blogger statunitense.
È principalmente noto per il suo attivismo contro l'estremismo islamico.

Ha fondato nel 2003 Jihad Watch, un sito dove sono contenute notizie riguardo al terrorismo islamico e alla teologia che lo supporta.

Spencer ha scritto diversi libri sull'argomento fra cui due bestseller del New York Times.
Da molti definito islamofobo afferma in risposta di essere un "islamofobo di quelli buoni".

È cofondatore dell'organizzazione anti-islamica Stop Islamization of America.

## Controversie
Il 20 dicembre 2006 il governo del Pakistan ha messo al bando il suo libro The Truth About Muhammad: Founder of the World's Most Intolerant Religion definendolo "materiale discutibile".

Il 12 luglio 2008 il libro Onward Muslim Soldiers viene messo al bando dal governo della Malaysia.

Il 14 novembre 2017, durante una conferenza tenuta da Spencer all'Università di Stanford diversi studenti decidono di uscire dalla sala in segno di protesta.

## Divieto di entrare nel Regno Unito
Robert Spencer ricevette il 26 luglio 2013 il divieto di entrare nel Regno Unito a seguito di un discorso tenuto a Woolwich durante una marcia di protesta da parte dell'English Defence League a seguito dell'omicidio di Lee Rigby da parte di due persone che si erano autodefinite "soldati di Allah".

Le parole di Spencer che portarono alla decisione furono queste:
"(l'Islam) è una religione che comanda la guerra contro gli infedeli allo scopo di creare un modello di società assolutamente incompatibile con quella occidentale... a causa del non desiderio dei media e dei governi di affrontare le fonti del terrorismo islamico queste restano per la maggior parte sconosciute".

La scelta fu molto criticata da Douglas Murray il quale affermò che ai predicatori d'odio islamici è ancora concesso l'ingresso nel Regno Unito.

## Opere

### Bestseller
- The Truth About Muhammad: Founder of the World's Most Intolerant Religion, Regnery Press, 2006.
- The Politically Incorrect Guide to Islam (And the Crusades), Regnery Press, 2005.

#### Altri libri
- Confessions of an Islamophobe, Bombardier Books.
- Not Peace But a Sword: The Great Chasm Between Christianity and Islam, Catholic Answers.
- Pamela Geller; Robert Spencer. The Post-American Presidency: The Obama Administration's War on America, Threshold Editions.
- The Complete Infidel's Guide to Free Speech (and Its Enemies), Regnery Press.
- The Complete Infidels' Guide to Iran, Regnery Press.
- The Complete Infidel's Guide to ISIS, Regnery Press.
- The Complete Infidels' Guide to the Koran, Regnery Press.
- Did Muhammad Exist?: An Inquiry Into Islam's Obscure Origins, ISI Books.
- Stealth Jihad: How Radical Islam is Subverting America without Guns or Bombs, Regnery Press.
- Religion of Peace?: Why Christianity Is and Islam Isn't, Regnery Publishing.
- The Myth of Islamic Tolerance: How Islamic Law Treats Non-Muslims (editor), Prometheus Books.
- Onward Muslim Soldiers: How Jihad Still Threatens America and the West, Regnery Publishing.
- Inside Islam: A Guide for Catholics: 100 questions and answers, Ascension Press.
- Islam Unveiled: Disturbing Questions About the World's Fastest Growing Faith, Encounter Books.
- The Arab Winter Comes to America: The Truth about the War We're In. Regnery Publishing, Incorporated, An Eagle Publishing Company.